# Пол Стенли
Пол Стенли (енгл. Paul Stanley; 20. јануар 1952), рођен под именом Стенли Берт Ајзен (енгл. Stanley Bert Eisen), амерички је музичар, певач, текстописац и сликар, најпознатији као певач и гитариста америчке хард рок групе Kiss.
Његова Кис персона је „звездано дете“ (енгл. starchild).